# Tarzo
Tarzo är en ort och kommun i provinsen Treviso i regionen Veneto i Italien. Kommunen hade 4 336 invånare (2018).